# Sant Legèr e Bressac
Saint-Lager-Bressac és un municipi francès situat al departament de l'Ardecha i a la regió d'Alvèrnia-Roine-Alps. L'any 2007 tenia 850 habitants.

## Demografia

### Població
El 2007 la població de fet de Saint-Lager-Bressac era de 850 persones. Hi havia 304 famílies de les quals 62 eren unipersonals (33 homes vivint sols i 29 dones vivint soles), 94 parelles sense fills, 119 parelles amb fills i 29 famílies monoparentals amb fills.
La població ha evolucionat segons el següent gràfic:
Habitants censats

### Habitatges
El 2007 hi havia 358 habitatges, 315 eren l'habitatge principal de la família, 29 eren segones residències i 14 estaven desocupats. 306 eren cases i 49 eren apartaments. Dels 315 habitatges principals, 246 estaven ocupats pels seus propietaris, 64 estaven llogats i ocupats pels llogaters i 5 estaven cedits a títol gratuït; 2 tenien una cambra, 13 en tenien dues, 44 en tenien tres, 90 en tenien quatre i 166 en tenien cinc o més. 249 habitatges disposaven pel capbaix d'una plaça de pàrquing. A 109 habitatges hi havia un automòbil i a 198 n'hi havia dos o més.

### Piràmide de població
La piràmide de població per edats i sexe el 2009 era:
| Homes | Edats   | Dones |
| ----- | ------- | ----- |
| 0     | 95 o +  | 0     |
| 0     | 90 a 94 | 0     |
| 12    | 85 a 89 | 0     |
| 0     | 80 a 84 | 4     |
| 4     | 75 a 79 | 20    |
| 16    | 70 a 74 | 12    |
| 0     | 65 a 69 | 12    |
| 12    | 60 a 64 | 8     |
| 28    | 55 a 59 | 24    |
| 16    | 50 a 54 | 16    |
| 32    | 45 a 49 | 36    |
| 32    | 40 a 44 | 32    |
| 32    | 35 a 39 | 16    |
| 20    | 30 a 34 | 20    |
| 16    | 25 a 29 | 24    |
| 16    | 20 a 24 | 4     |
| 32    | 15 a 19 | 12    |
| 32    | 10 a 14 | 32    |
| 20    | 5 a 9   | 20    |
| 32    | 0 a 4   | 16    |

## Economia
El 2007 la població en edat de treballar era de 574 persones, 434 eren actives i 140 eren inactives. De les 434 persones actives 396 estaven ocupades (224 homes i 172 dones) i 37 estaven aturades (13 homes i 24 dones). De les 140 persones inactives 48 estaven jubilades, 51 estaven estudiant i 41 estaven classificades com a «altres inactius».

### Ingressos
El 2009 a Saint-Lager-Bressac hi havia 306 unitats fiscals que integraven 803,5 persones, la mediana anual d'ingressos fiscals per persona era de 17.703 €.

### Activitats econòmiques
Dels 25 establiments que hi havia el 2007, 2 eren d'empreses alimentàries, 8 d'empreses de construcció, 3 d'empreses de comerç i reparació d'automòbils, 1 d'una empresa de transport, 4 d'empreses d'hostatgeria i restauració, 1 d'una empresa d'informació i comunicació, 1 d'una empresa immobiliària, 3 d'empreses de serveis, 1 d'una entitat de l'administració pública i 1 d'una empresa classificada com a «altres activitats de serveis».
Dels 5 establiments de servei als particulars que hi havia el 2009, 4 eren electricistes i 1 saló de bellesa.
Dels 3 establiments comercials que hi havia el 2009, 2 eren fleques i 1 una perfumeria.
L'any 2000 a Saint-Lager-Bressac hi havia 32 explotacions agrícoles que ocupaven un total de 864 hectàrees.

## Equipaments sanitaris i escolars
El 2009 hi havia una escola elemental integrada dins d'un grup escolar amb les comunes properes formant una escola dispersa.

## Poblacions més properes
El següent diagrama mostra les poblacions més properes.